# Петров Андрій Павлович
Андрі́й Па́влович Петро́в (2 вересня 1930, Ленінград, Російська РФСР — 15 лютого 2006, Санкт-Петербург, Росія) — радянський, російський композитор. Народний артист СРСР (1980).

## Біографія

### Родовід

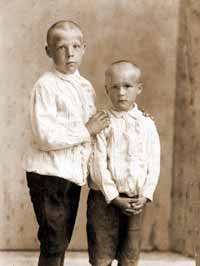
Батько композитора (зліва) з братом Михайлом. 1913 рік

Прадід композитора Ілля Петров був кріпаком. Дід композитора Платон Ілліч Петров народився 1861 року, коли було скасовано кріпосне право. Він вивчився на паровозного машиніста і на ті часи вважався робітником високої кваліфікації з гарною зарплатою. Це дозволило йому мати власний дім у В'ятці та утримувати велику сім'ю. Платон Ілліч одружився з Марією Іванівною, в них народилося шестеро доньок і двоє синів: старший — Павло (батько композитора), молодший — Михайло (дослідник пустель Середньої та Центральної Азії).
Батько композитора Павло Платонович Петров (1903—1969) приїхав із В'ятки в Петроград і 1922 року вступив до Першого медичного інституту імені Івана Павлова. Згодом він став військовим хірургом.
Мати композитора — Ольга Петрівна Вауліна (1902—1996) була художницею. Відомим художником-керамістом був і дід майбутнього композитора — Петро Кузьмич Ваулін.

### Біографічні відомості

Мати композитора Ольга Вауліна, 1920-і роки

Андрій Петров народився 2 вересня 1930 року в Ленінграді.
У 1941—1944 роках Андрій з мамою та молодшою сестрою Мариною перебував в евакуації — в Ленінську-Кузнецькому. Батько працював хірургом у польових шпиталях на передовій, війну закінчив у Берліні.
1954 року закінчив Ленінградську консерваторію.
Від 1964 року — голова правління Ленінградської організації Спілки композиторів СРСР.
Був членом КПРС (від 1957 року).
Після раптового інсульту лікарі 12 днів боролися за життя Андрія Петрова, але безуспішно. Він помер 15 лютого 2006 року.

## Твори
- Опера «Петро Перший» (1975).
- Балети:

- - «Станційний наглядач» (1956),
  - «Берег надії» (1959),
  - «Створення світу» (1971),
  - «Пушкін» (1979).
- Оперети:

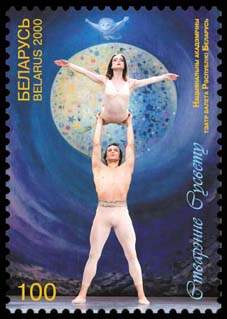
Поштова марка Білорусі: Балет «Створення світу», 2000.

  - «Жили три студенти» (1961, у співавторстві з О. Черновим),
  - «Ми хочемо танцювати» (1967).
- Симфонічна поема «Рада і Лойко» (1954).
- «Святкова увертюра» (1955).
- Симфонічний цикл «Пісні наших днів» (1964).
- «Поема пам'яті загиблих у роки блокади Ленінграда» (1966; для органа. струнних, чотирьох труб, двох фортепіано та ударних).
- Твори для голосу з оркестром:
  - поема «Остання ніч» (1957),
  - «Поема про піонерку» (1958),
  - вокально-симфонічні фрески «Петро Перший» (1972).
- Концерт для скрипки з оркестром (1980).
- Вокальні цикли:
  - «Прості пісні» (1956),
  - «П'ять веселих пісень» (1961),
  - «Патетична поема» (1972).
- Естрадні пісні.
- Музика для театру.

### Музика для кіно
- «Мішель і Мішутка» (1961),
- «Людина-амфібія» (1961),
- «Шлях до причалу» (1962),
- «Третій тайм» (1962),
- «Дві неділі» (1963),
- «Я простую Москвою» (1963),
- «Приймаю бій» (1963),
- «Зайчик» (1964),
- «Світло далекої зірки» (1964),
- «Тридцять три» (1965),
- «Бережись автомобіля» (1966),
- «Попутного вітру, «Синій птах»» (1967),
- «Його звали Роберт» (1967),
- «Стара, стара казка» (1968),
- «Зигзаг удачі» (1968),
- «Мій добрий тато» (1970),
- «Увага, черепаха!» (1970),
- «Старики-розбійники» (1971),
- «Зовсім безнадійний» (1972),
- «Приборкання вогню» (1973),
- «Веселі сновидіння, або Сміх і сльози» (1976),
- «Синій птах» (1976),
- «Білий Бім Чорне вухо» (1977),
- «Службовий роман» (1977),
- «Особисте щастя» (1977),
- «Осінній марафон» (1979),
- «Гараж» (1979),
- «Про бідного гусара замовте слово» (1980),
- «Кільце з Амстердаму» (1981),
- «Вокзал для двох» (1982),
- «Сонячний вітер» (1982),
- «Тривожний виліт» (1983),
- «Жорстокий романс» (1984),
- «Батальйони просять вогню» (1985),
- «Остання дорога» (1986),
- «Забута мелодія для флейти» (1987),
- «Будні і свята Серафими Глюкиної» (1988),
- «Благородний розбійник Володимир Дубровський» (1988),
- «Мандрівний автобус» (1989),
- «Сто солдатів і дві дівчини» (1989),
- «Собачий бенкет» (1990),
- «Небеса обітовані» (1991),
- «Дивні чоловіки Семенової Катерини» (1992),
- «Настя» (1993),
- «Передбачення» (1993),
- «Сірі вовки» (1993),
- «Петербурзькі таємниці» (1994, серіал),
- «Привіт, дурили!» (1996),
- «Царевич Олексій» (1997),
- «Хрустальов, машину!» (1998),
- «Місяцем був повен сад» (2000),
- «Старі шкапи» (2000),
- «Ключ від спальні» (2003),
- «Бідний, бідний Павло» (2003) та ін.

## Нагороди та премії
- Нагороджено орденом Трудового Червоного Прапора.
- Лауреат Державної премії СРСР (1967, 1976).
- Лауреат премії «Золотий Остап».[2]
- Почесний громадянин Санкт-Петербурга (1998).[3]